# Cantacuzè (almirall)
Cantacuzè fou un almirall de l'Imperi Romà d'Orient que va dirigir la flota d'Aleix I Comnè. Va assetjar Laodicea del Licos i va obtenir una victòria a Dalmàcia i una a la guerra contra Bohemon I d'Antioquia el 1107.